# Tyrrhenische Amphoren

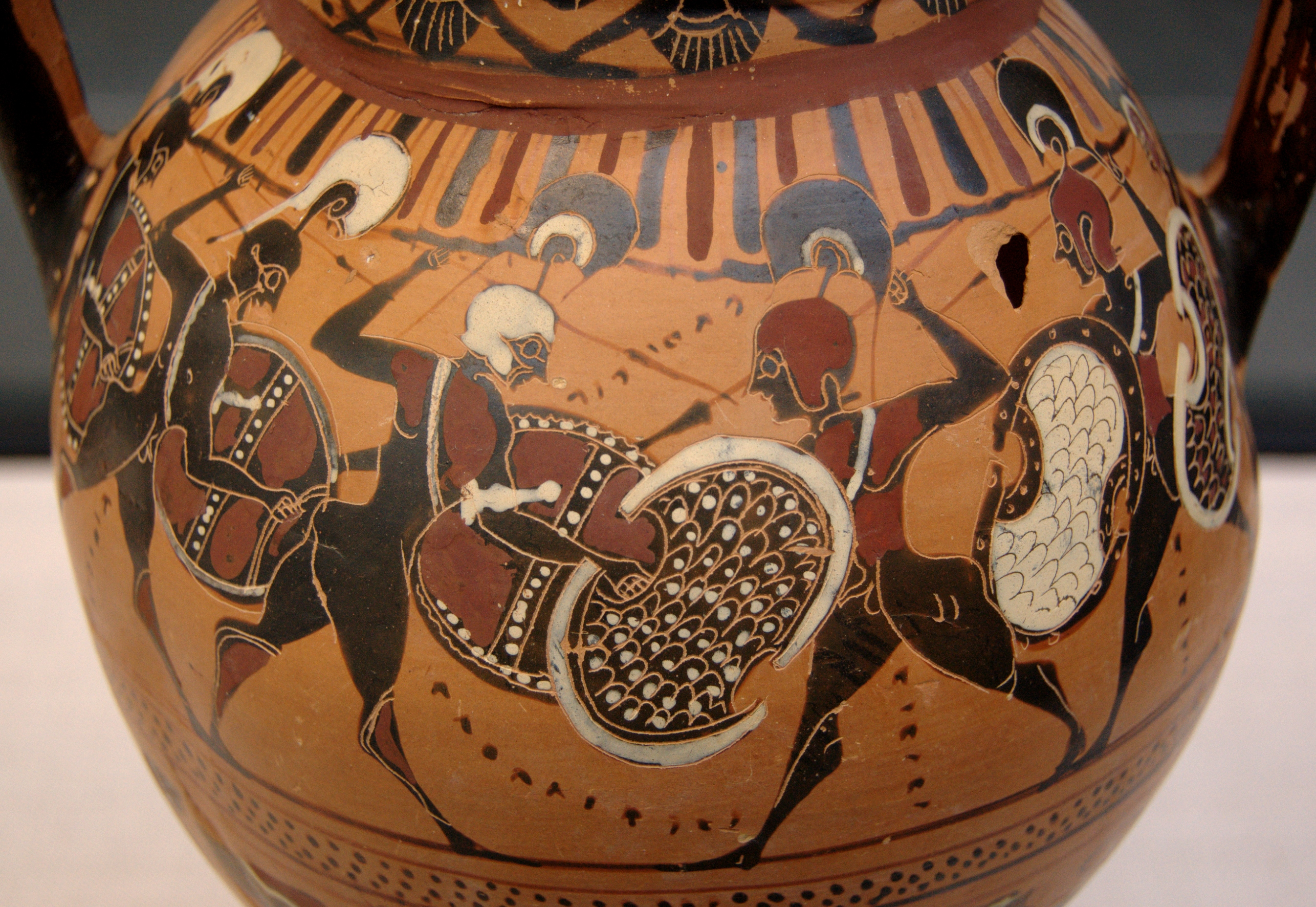
Tyrrhenische Amphora des Damhirsch-Maler aus der Tyrrhenischen Gruppe

Tyrrhenische Amphoren sind eine Sonderform der attisch-schwarzfigurigen Halsamphoren.
Tyrrhenische Amphoren wurden nur in einem kurzen Zeitraum, etwa zwischen 565 und 550 v. Chr., produziert. Sie haben eine Eierform und fallen durch ihre besondere Dekoration auf. Der Henkel ist meist mit einem Lotos-Palmettenkreuz oder einem Pflanzengeschlinge dekoriert. Zudem ist das Ende stets mit einem roten gemalten Grat versehen.
Der Amphorenkörper ist mit mehreren Friesen verziert. Vor allem der oberste der Friese, der Schulterfries, ist dabei mit meist auffälligen Motiven versehen. Oft wird eine mythologische Begebenheit gezeigt, es finden sich aber auch die ersten erotischen Motive in der attischen Vasenmalerei. Die Darstellung des Opfers der Polyxena ist wie einige andere Darstellungen einmalig. Häufig wurden die Figuren durch Inschriften beschrieben. Die anderen, meist zwei bis drei, Friese sind häufig mit Tieren geschmückt. Ein Fries kann durch ein Pflanzenband ersetzt sein.

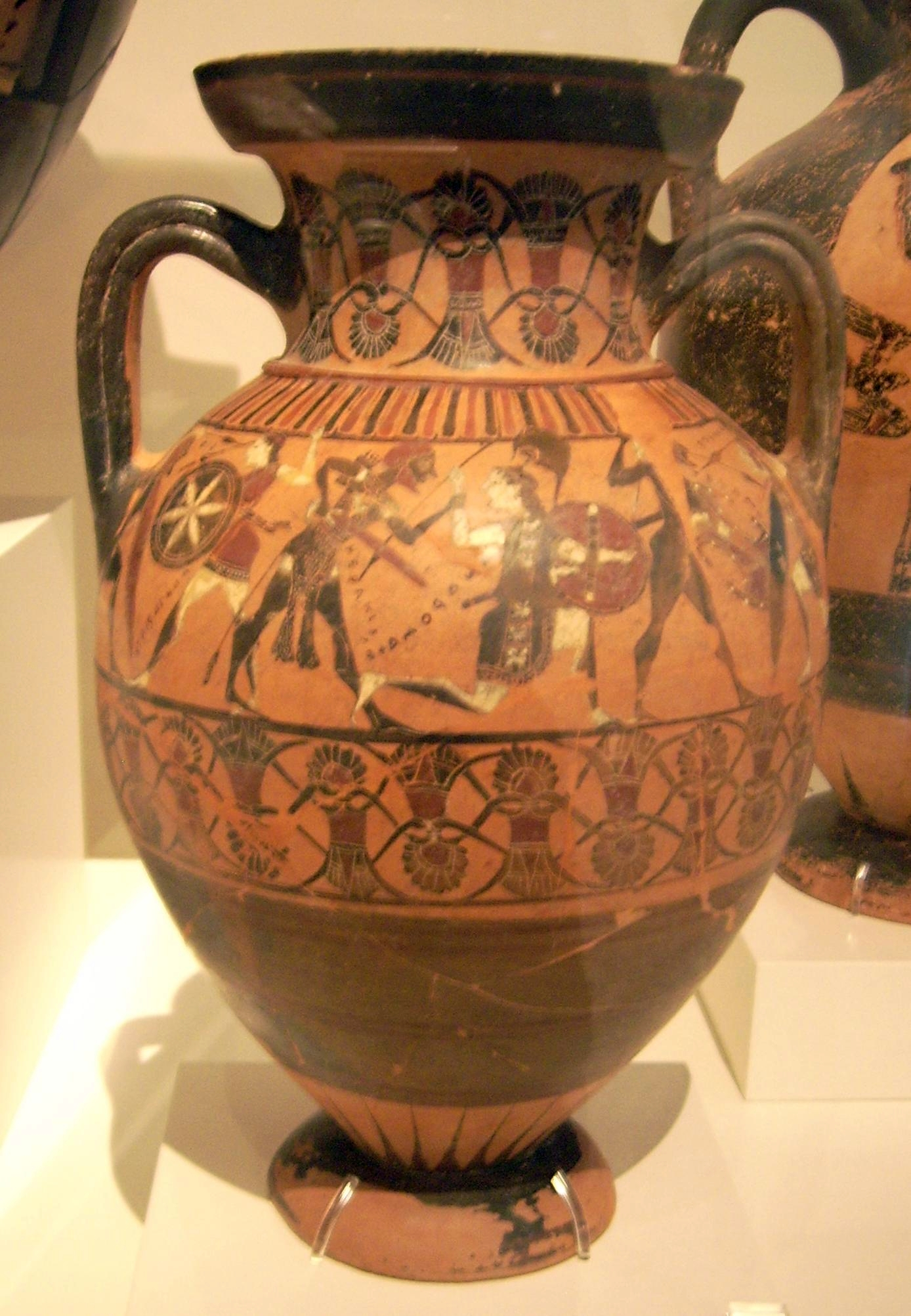
Tyrrhenische Amphora des Prometheus-Malers; A-Seite: Amazonomachie - Herakles kämpft mit Andromache, Telamon kämpft mit Ainipe und Iphis kämpft gegen Panariste; unbekannte Herkunft; um 550 v. Chr.

Die Tierfriese und die Farbigkeit der Vasen erinnern an korinthische Vorbilder. Es ist wahrscheinlich, dass attische Töpfer in diesem Fall korinthische Vorbilder kopierten, um diese Vasen besser nach Etrurien verkaufen zu können. Damit machten die Athener den Marktführern aus Korinth Konkurrenz auf dem etruskischen Markt. Dabei orientierte man sich an den Wünschen der Etrusker, die Halsamphoren und Farbigkeit schätzten. In Korinth wurden jedoch nur wenige Halsamphoren produziert.
Somit nutzten die Athener offenbar eine Marktlücke. Auch bei den Etruskern wurden ähnliche Vasen hergestellt. Der allergrößte Teil der fast 200 heute bekannten Tyrrhenischen Amphoren wurde auch in Etrurien gefunden. Zu den frühen Vasenmalern, die Tyrrhenische Amphoren bemalten, gehören der Castellani-Maler und der Goltyr-Maler, späte Vertreter sind der Prometheus-Maler und der Kyllenios-Maler. Die Tyrrhenische Gruppe wurde nach dieser Vasenart benannt.
Der britische Archäologe Tom Carpenter kam 1983 in seinem Aufsatz „On the Dating of the Tyrrhenian Group“ aufgrund ikonografischer und epigraphischer Überlegungen zum Ergebnis, die Amphoren eher in den Zeitraum zwischen 550 und 530 zu datieren. Zudem hält er es für möglich, dass die Vasen nicht in Athen, sondern im nördlichen Attika oder gar außerhalb Attikas produziert wurden.